# Лотта-Уднес Венґ
Лотта-Уднес Венґ (29 вересня 1996 , Леренскуґ, Акерсгус ) — норвезька лижниця.

## Спортивна кар'єра
На чемпіонатах світу серед юніорів 2014, 2015 та 2016 років здобула чотири срібні медалі (одну в естафеті), одну бронзову та одну золоту (обидві в естафеті). На молодіжному рівні до 23 років взяла участь у чемпіонатах світу серед юніорів 2017 та 2018 років, здобувши золоту медаль у скіатлоні 2017 року.
У Кубку світу дебютувала в березні 2015 року в Драммені, а в грудні 2016 року в Ліллегаммері набрала свої перші залікові бали, посівши 22-ге місце в перегонах на 5 кілометрів. До топ-20 вперше потрапила в скіатлоні на Тур де Скі 2016–2017 в Оберстдорфі, а в грудні 2018 - січні 2019 років чотири була в топ-10 на етапах Кубка світу. На чемпіонаті світу дебютувала 2019 року, посівши 32-ге місце в спринті.
Венґ виступає за спортивний клуб Nes Ski. Вона сестра-близнючка Тіріл-Уднес Венґ і троюрідна сестра Гайді Венг.

## Результати за кар'єру
Усі результати наведено за даними Міжнародної федерації лижного спорту.

### Чемпіонати світу
| Рік  | Вік | 10 км індивідуальні пер. | 15 км скіатлон | 30 км мас-старт | Спринт | 4 × 5 км естафета | Командна першість спринт |
| ---- | --- | ------------------------ | -------------- | --------------- | ------ | ----------------- | ------------------------ |
| 2019 | 22  | —                        | —              | —               | 32     | —                 | —                        |
| 2021 | 24  | —                        | —              | —               | 12     | —                 | —                        |

### Кубки світу

#### Підсумкові місця в Кубку світу за роками
| Сезон | Вік | Місце в дисципліні | Місце в дисципліні | Місце в дисципліні | Місце в дисципліні | Місце в Скі Тур | Місце в Скі Тур | Місце в Скі Тур | Місце в Скі Тур   | Місце в Скі Тур |
| Сезон | Вік | Загалом            | Дистанція          | Спринт             | Ю-23               | Nordic Opening  | Тур де Скі      | Скі Тур 2020    | Фінал Кубка світу | Скі Тур Канада  |
| ----- | --- | ------------------ | ------------------ | ------------------ | ------------------ | --------------- | --------------- | --------------- | ----------------- | --------------- |
| 2015  | 18  | НК                 | НК                 | НК                 | НК                 | —               | —               | Н/Д             | Н/Д               | Н/Д             |
| 2016  | 19  | НК                 | НК                 | НК                 | НК                 | —               | —               | Н/Д             | Н/Д               | —               |
| 2017  | 20  | 64                 | 51                 | 50                 | 10                 | 39              | НФ              | Н/Д             | —                 | Н/Д             |
| 2018  | 21  | 68                 | НК                 | 40                 | 10                 | —               | —               | Н/Д             | —                 | Н/Д             |
| 2019  | 22  | 35                 | 41                 | 28                 | 5                  | 36              | НФ              | Н/Д             | НФ                | Н/Д             |
| 2020  | 23  | 34                 | 35                 | 24                 | Н/Д                | —               | —               | 14              | Н/Д               | Н/Д             |
| 2021  | 24  | 27                 | 30                 | 27                 | Н/Д                | 14              | —               | Н/Д             | Н/Д               | Н/Д             |